# 동방금상경 ~ Fossilized Wonders.
《동방금상경 ~ Fossilized Wonders.》(일본어: 東方錦上京 〜 Fossilized Wonders.)는 동방 프로젝트의 스무번째 시리즈 게임이다. 2025년 8월 17일 C106에서 발매되었다.